# Bentley Flying Spur
Der Bentley Flying Spur ist eine Limousine, die von der Volkswagen-AG-Tochter Bentley angeboten wird, und das Nachfolgemodell des Bentley Continental Flying Spur, welchen sie 2013 ablöste.

## Flying Spur (2013–2019)
Die erste Generation des Flying Spur debütierte auf dem Genfer Auto-Salon 2013. Von dieser Generation wurden etwa 37.000 Fahrzeuge verkauft.

### Allgemeines
Die Limousine ist 9 mm höher und länger sowie um 8 mm breiter als der Vorgänger. Der Radstand blieb mit 3066 mm gleich. Der Kofferraum fasst 475 L. Das Gewicht wurde hingegen um 50 kg gemindert; ebenso wie der nun mit 0,29 angegebene cW-Wert. Anders als beim Vorgänger steht der Kühlergrill beinahe senkrecht. Die Scheinwerfer wurden vergrößert. Im Gegensatz zum Vorderwagen hebt sich das Heck deutlicher vom Vorgänger ab. So ist die C-Säule breiter ausgeführt; das Heck ist tiefer und läuft länger aus. Die vorher hochkant-rechteckigen Heckleuchten sind mehr in die Breite gezogen. Weiter wurden einige Maßnahmen zur Geräuschdämmung umgesetzt, unter anderem Glas mit lärmmindernder Zwischenschicht (Akustikglas), Endschalldämpfer und die Fahrwerksabstimmung.
Auf Wunsch war eine Naim-Anlage mit elf Lautsprechern erhältlich.

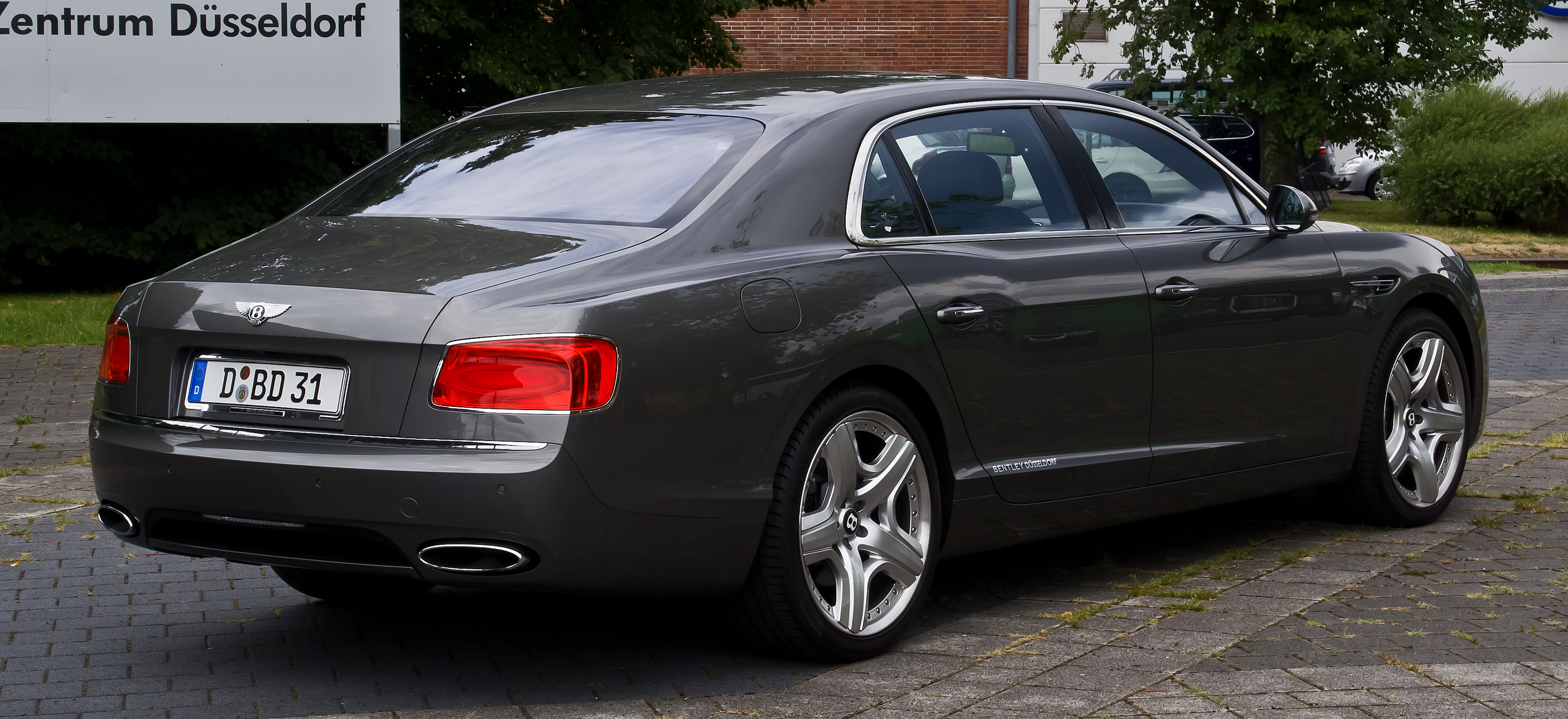
Heckansicht
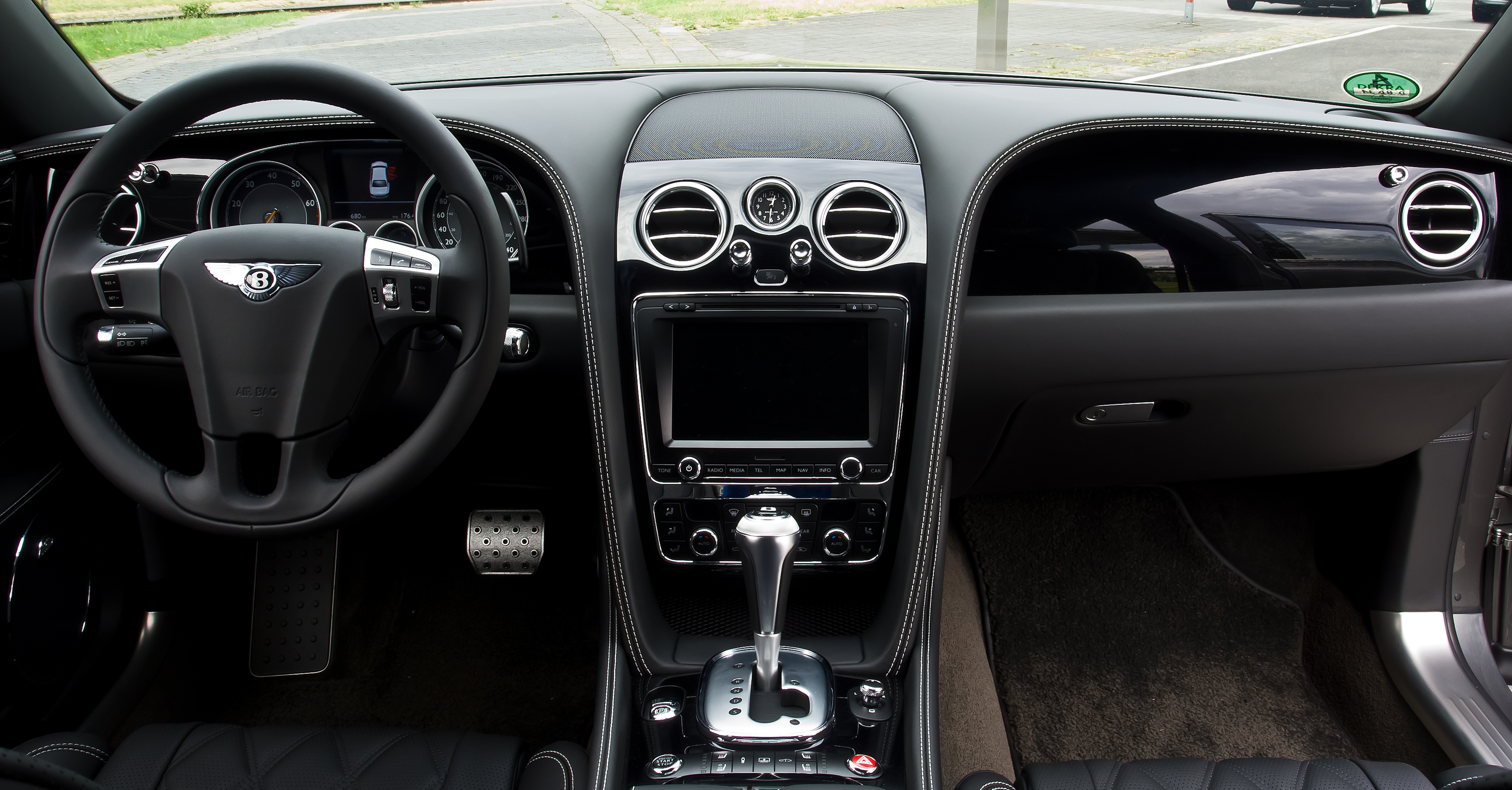
Innenraum
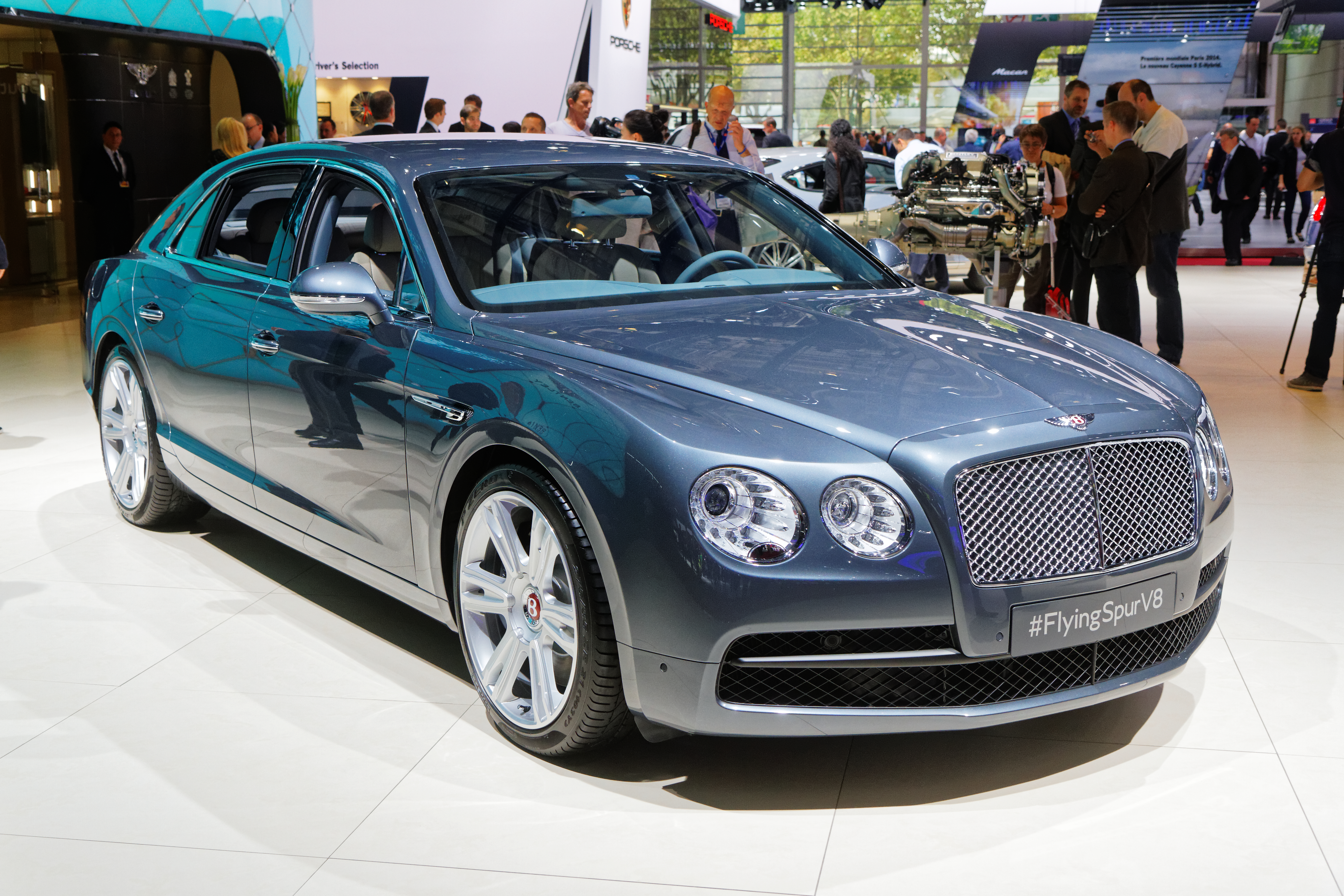
Flying Spur V8, erkennbar an den roten Emblemen und den geänderten Auspuffendrohren
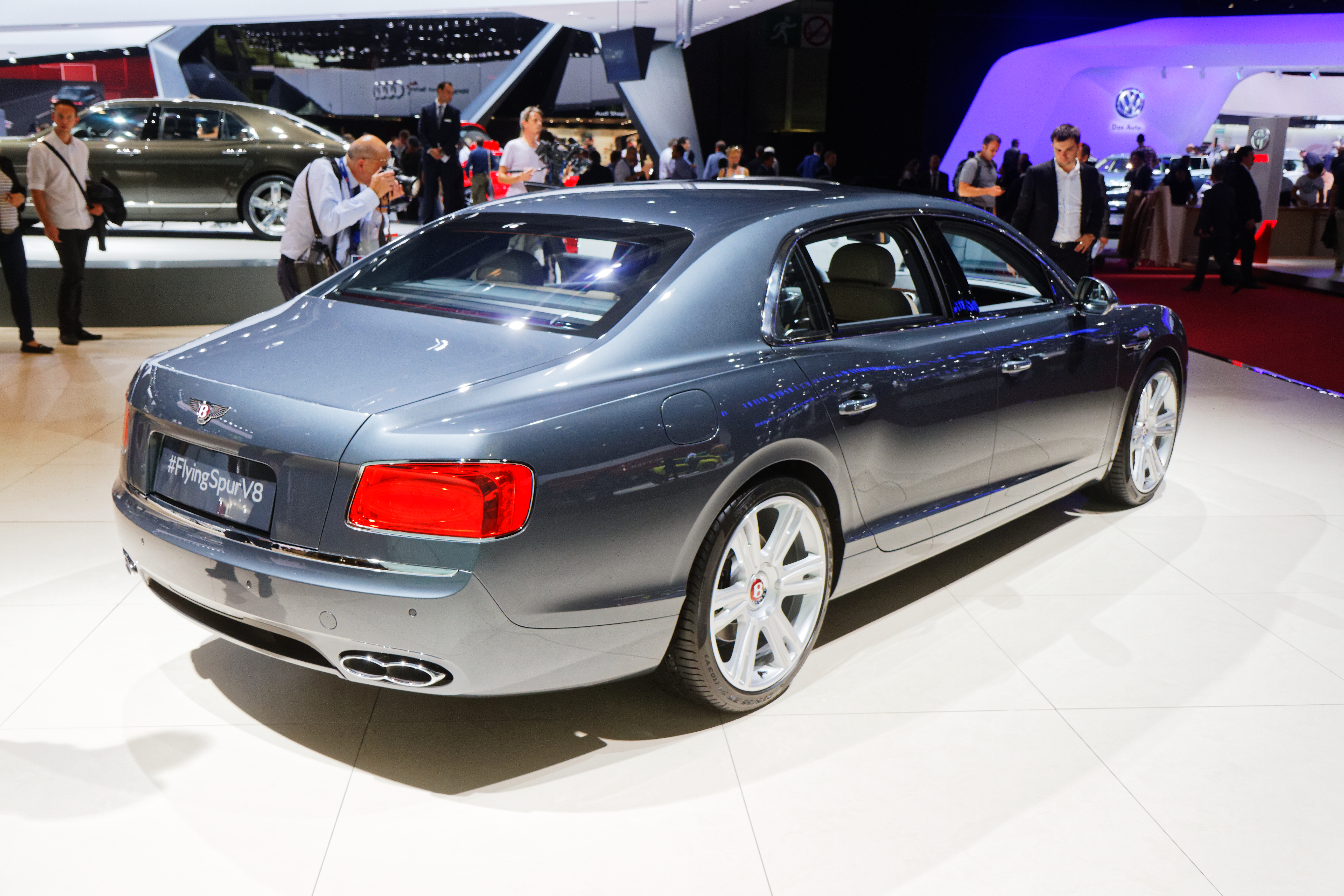
Flying Spur V8, Heckansicht
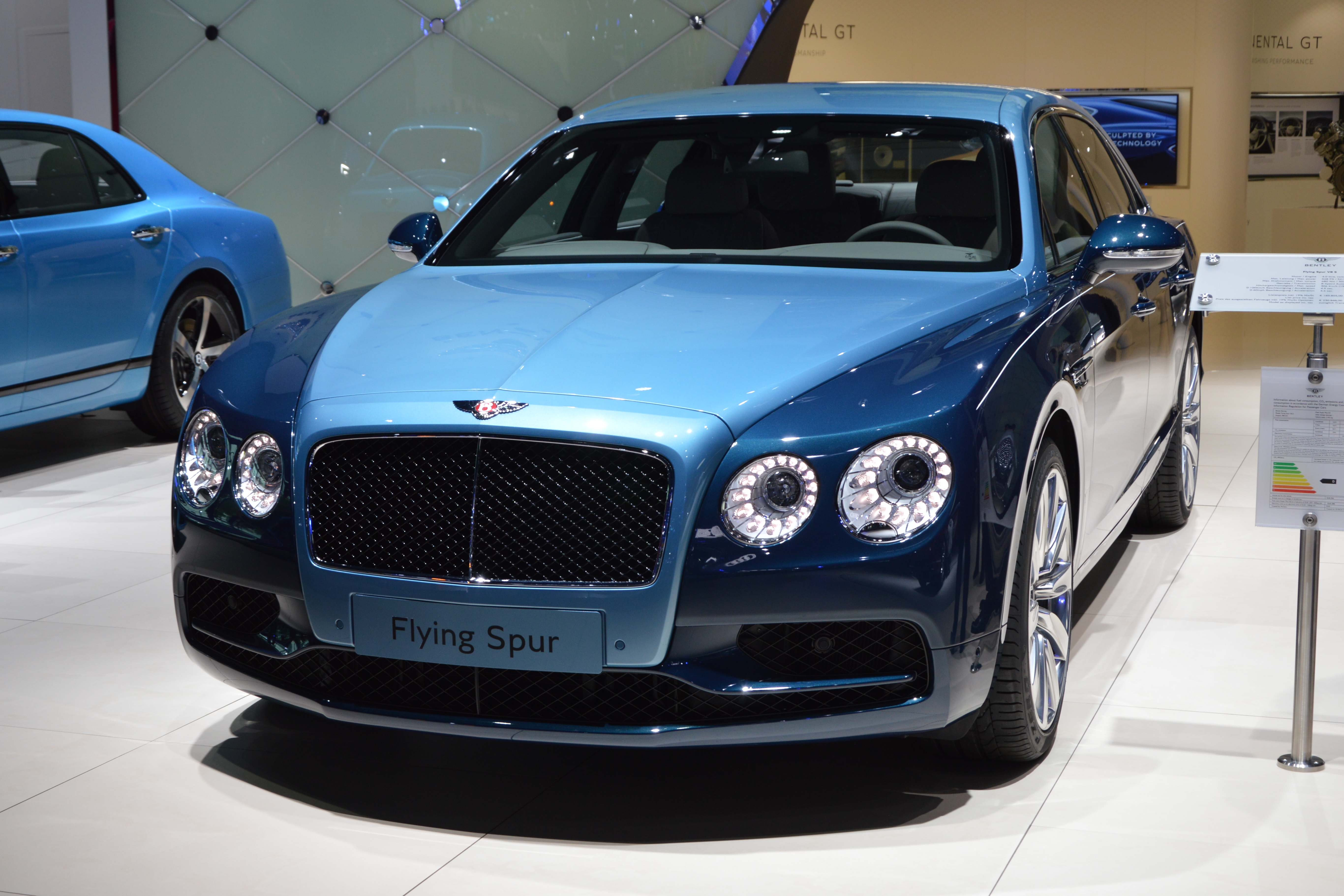
Flying Spur V8 S

### Technische Daten
Der Bentley Flying Spur wird vom gleichen Motor wie im Vorgängermodell angetrieben, jedoch in überarbeiteter Form, so dass die Leistung des Sechsliter-W12-Biturbomotors um 48 kW (65 PS) auf nunmehr 460 kW (625 PS) ansteigt. Neu ist die bereits aus dem Coupé und Cabriolet bekannte 8-Gang-Automatik. Die überarbeitete Luftfederung senkt ab einer Geschwindigkeit von 195 km/h die Karosserie um 5 mm vorn sowie um 10 mm hinten ab und ab 240 km/h um weitere 8 mm bzw. 13 mm.
Seit September 2014 ist der Flying Spur mit dem unterhalb des W12 angeordneten Vier-Liter-V8-Biturbomotor erhältlich, der bereits aus dem Continental GT bekannt ist. Der Einstiegspreis beträgt zu dessen Markteinführung rund 178.000 Euro. Die optischen Änderungen beschränken sich auf rot hinterlegte Bentley-Embleme sowie doppelt-ovale Auspuffendrohre. Der W12-Motor wird seit 2015 überarbeitet und mit Zylinderabschaltung eingesetzt.
Als Sondermodell des Flying Spur produziert Bentley seit 2017 die Black Edition. Mit dem serienmäßigen Motor des V8 S ausgestattet, hebt sich das Sondermodell durch verdunkelte Scheinwerfer, schwarze Anbauteile und Räder mit 21 Zoll Durchmesser von der Serie ab.
|                                             | Flying Spur V8               | Flying Spur V8 S             | Flying Spur W12              | Flying Spur W12 S            |
| ------------------------------------------- | ---------------------------- | ---------------------------- | ---------------------------- | ---------------------------- |
| Bauzeitraum                                 | 08/2014–06/2019              | 10/2016–06/2019              | 10/2013–06/2019              | 10/2016–06/2019              |
| Motorart                                    | Ottomotor                    | Ottomotor                    | Ottomotor                    | Ottomotor                    |
| Motorbauart und Zylinderanzahl              | V8                           | V8                           | W12                          | W12                          |
| Motoraufladung                              | Biturbo                      | Biturbo                      | Biturbo                      | Biturbo                      |
| Einbaulage                                  | Vorn längs                   | Vorn längs                   | Vorn längs                   | Vorn längs                   |
| Ventile                                     | 4 pro Zylinder               | 4 pro Zylinder               | 4 pro Zylinder               | 4 pro Zylinder               |
| Nockenwellen                                | 4                            | 4                            | 4                            | 4                            |
| Hubraum                                     | 3993 cm³                     | 3993 cm³                     | 5998 cm³                     | 5998 cm³                     |
| Bohrung × Hub                               | 84,5 mm × 89,0 mm            | 84,5 mm × 89,0 mm            | 84,0 mm × 90,2 mm            | 84,0 mm × 90,2 mm            |
| max. Leistung                               | 373 kW (507 PS) bei 6000/min | 388 kW (528 PS) bei 6000/min | 460 kW (625 PS) bei 6000/min | 467 kW (635 PS) bei 6000/min |
| max. Drehmoment                             | 660 Nm bei 1750/min          | 680 Nm bei 1700/min          | 800 Nm bei 1700/min          | 820 Nm bei 1700/min          |
| Antrieb                                     | Allradantrieb                | Allradantrieb                | Allradantrieb                | Allradantrieb                |
| Getriebe                                    | 8-Gang-Automatikgetriebe     | 8-Gang-Automatikgetriebe     | 8-Gang-Automatikgetriebe     | 8-Gang-Automatikgetriebe     |
| Höchstgeschwindigkeit                       | 295 km/h                     | 306 km/h                     | 322 km/h                     | 325 km/h                     |
| Beschleunigung, 0–100 km/h                  | 5,2 s                        | 4,9 s                        | 4,6 s                        | 4,5 s                        |
| Kraftstoffverbrauch auf 100 km (kombiniert) | 10,9 l Super                 | 10,9 l Super                 | 14,3 l Super Plus            | 14,3 l Super Plus            |
| CO2-Emission (kombiniert)                   | 254 g/km                     | 254 g/km                     | 332 g/km                     | 332 g/km                     |
| Abgasnorm nach EU-Klassifikation            | Euro 6                       | Euro 6                       | Euro 6                       | Euro 6                       |

## Flying Spur (2019–2024)
Am 11. Juni 2019 präsentierte Bentley eine neue Generation des Flying Spur. Zum Marktstart gab es das Fahrzeug auch zwölf Monate lang als Sondermodell First Edition. Die Innenausstattung in einer Leder-Edelholz-Kombination konnte der Käufer frei wählen, wobei Bentley jedem Käufer dazu einen Designer als Unterstützung bereitstellte. Im Juli 2021 folgte eine Plug-in-Hybrid-Version; zum Marktstart war sie als auf 300 Exemplare limitiertes Sondermodell Odyssean Edition verfügbar. Am 13. August 2021 wurde die Limousine als besonders luxuriös ausgestatteter Mulliner vorgestellt; dazu gehören außen unter anderem Räder, deren Bentley-Logo immer waagerecht steht, innen Sitze mit Diamant-Steppmuster und im Fond elektrisch betriebene Klapptische mit furnierten Oberflächen.  Am 13. Juni 2022 wurde der sportlicher gestaltete S vorgestellt. Die sportliche Speed-Variante debütierte am 6. September 2022. Da Bentley im Sommer 2024 die Herstellung des W12-Motors einstellte, wurde im Mai 2023 das auf 120 Exemplare limitierte Sondermodell Speed Edition 12 präsentiert.

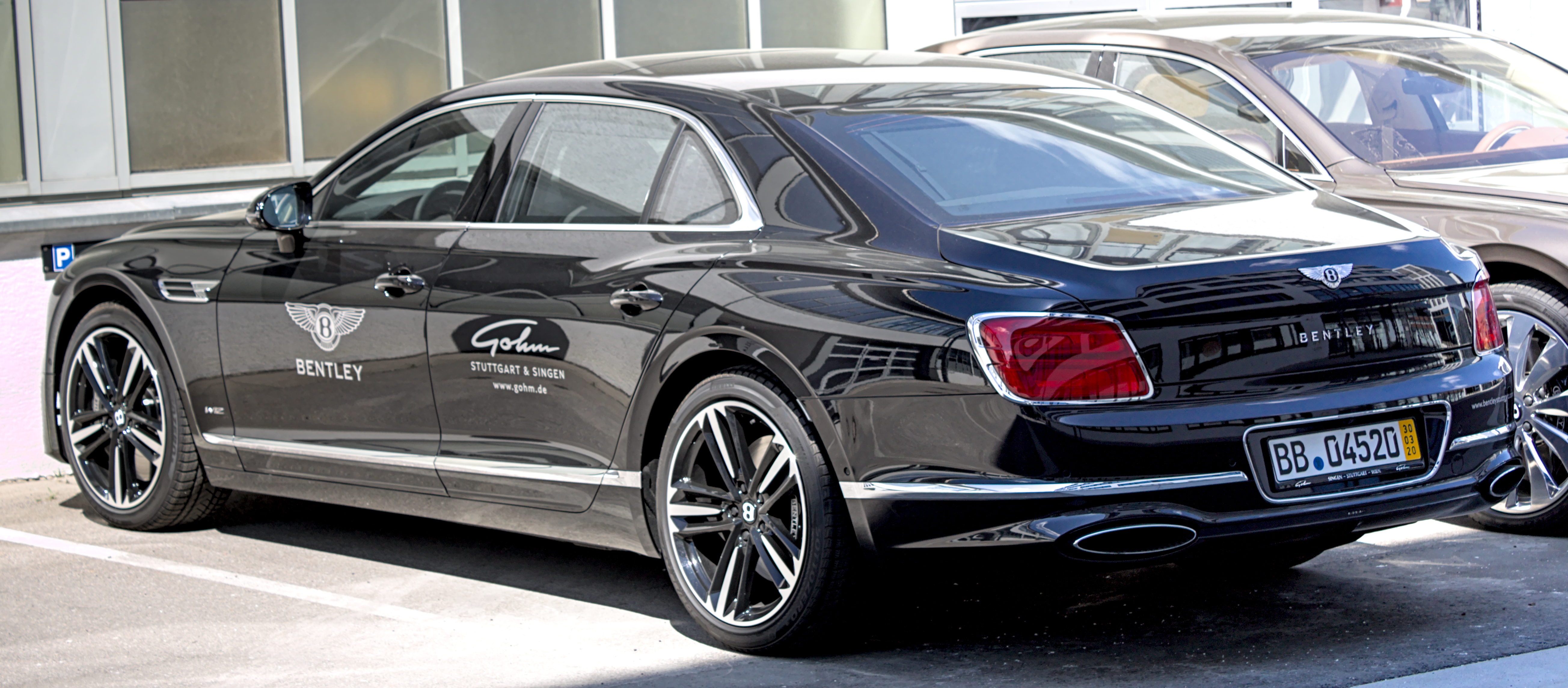
Bentley Flying Spur W12 (2019–2022)
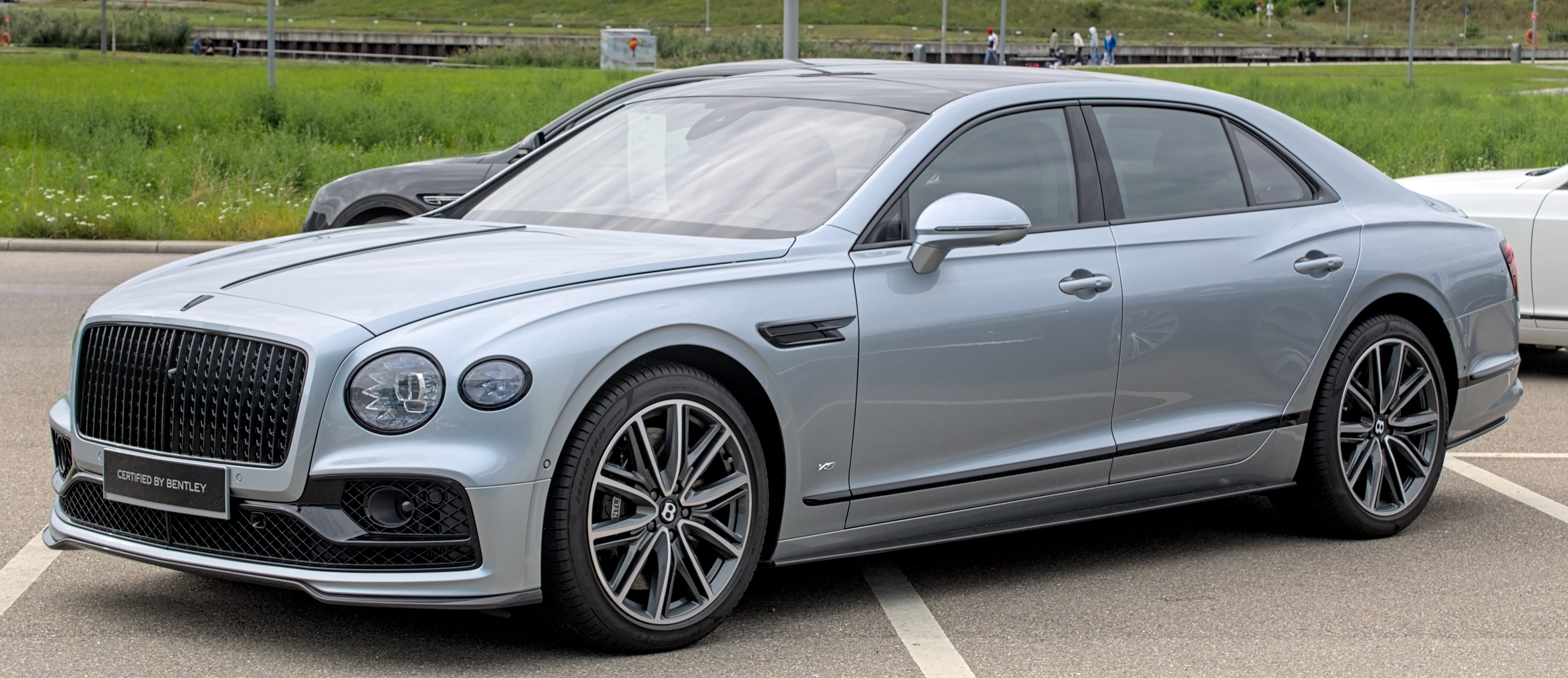
Bentley Flying Spur V8 (2020–2024)
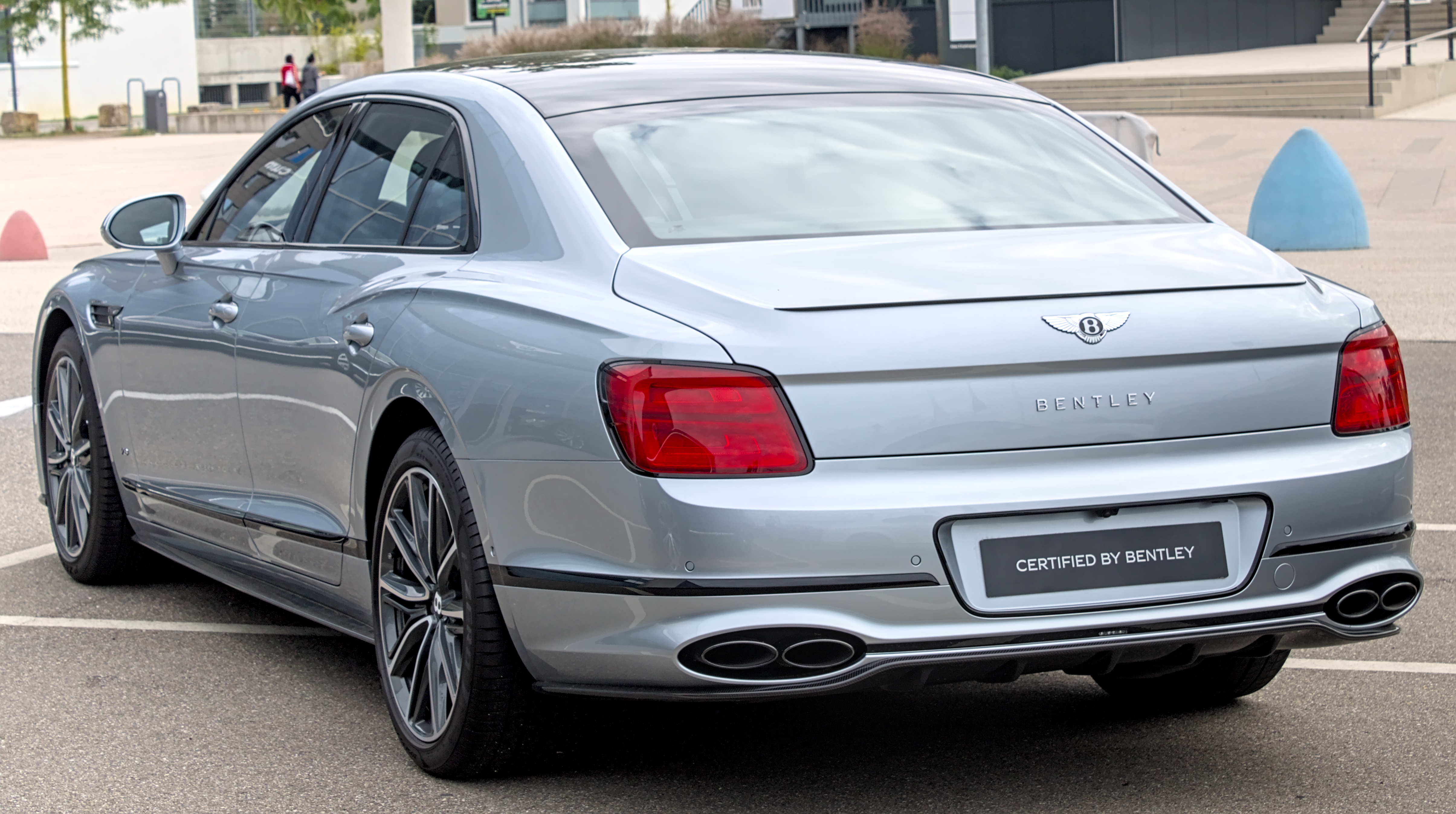
Heckansicht V8
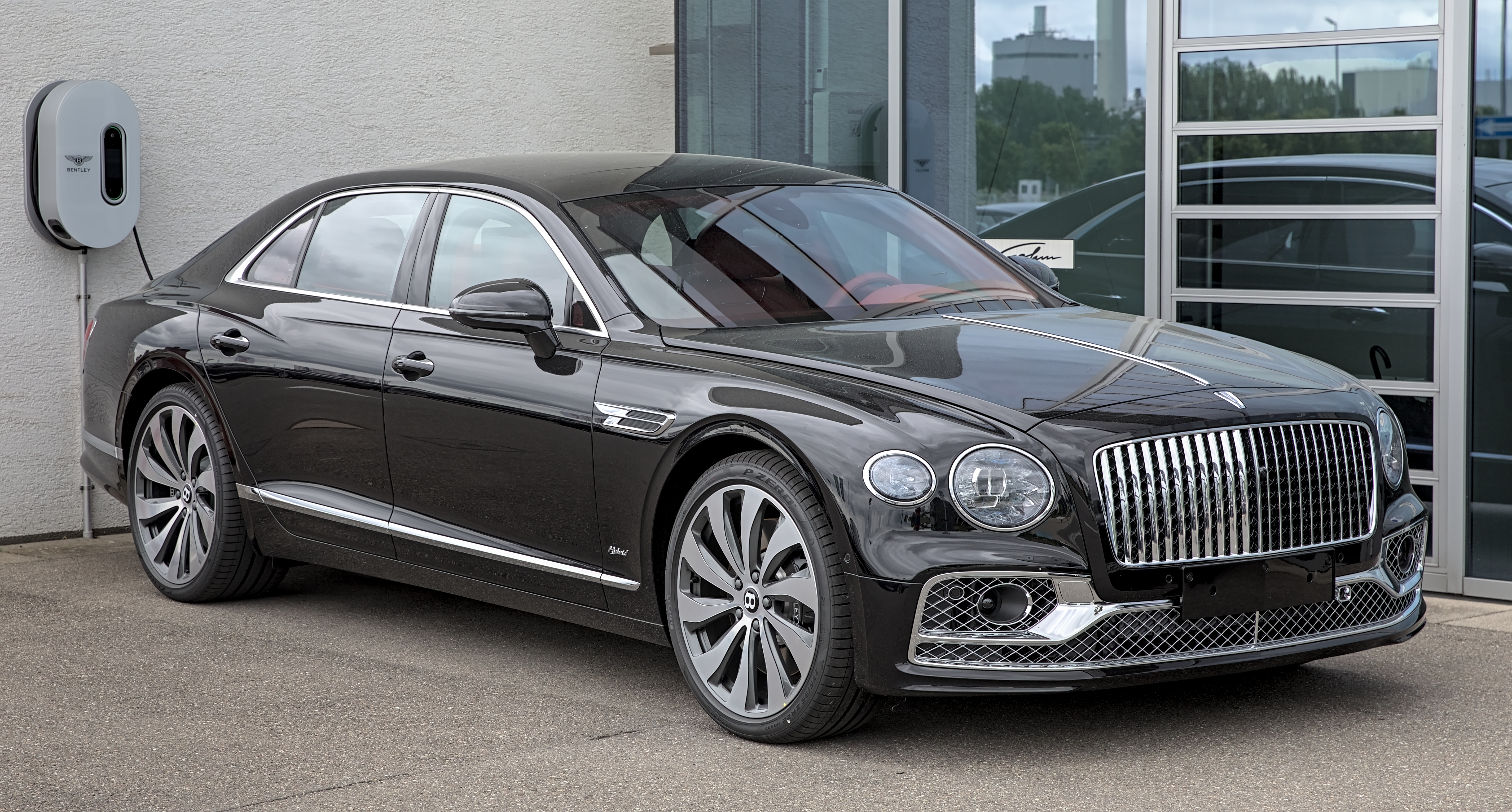
Bentley Flying Spur Hybrid (2021–2024)
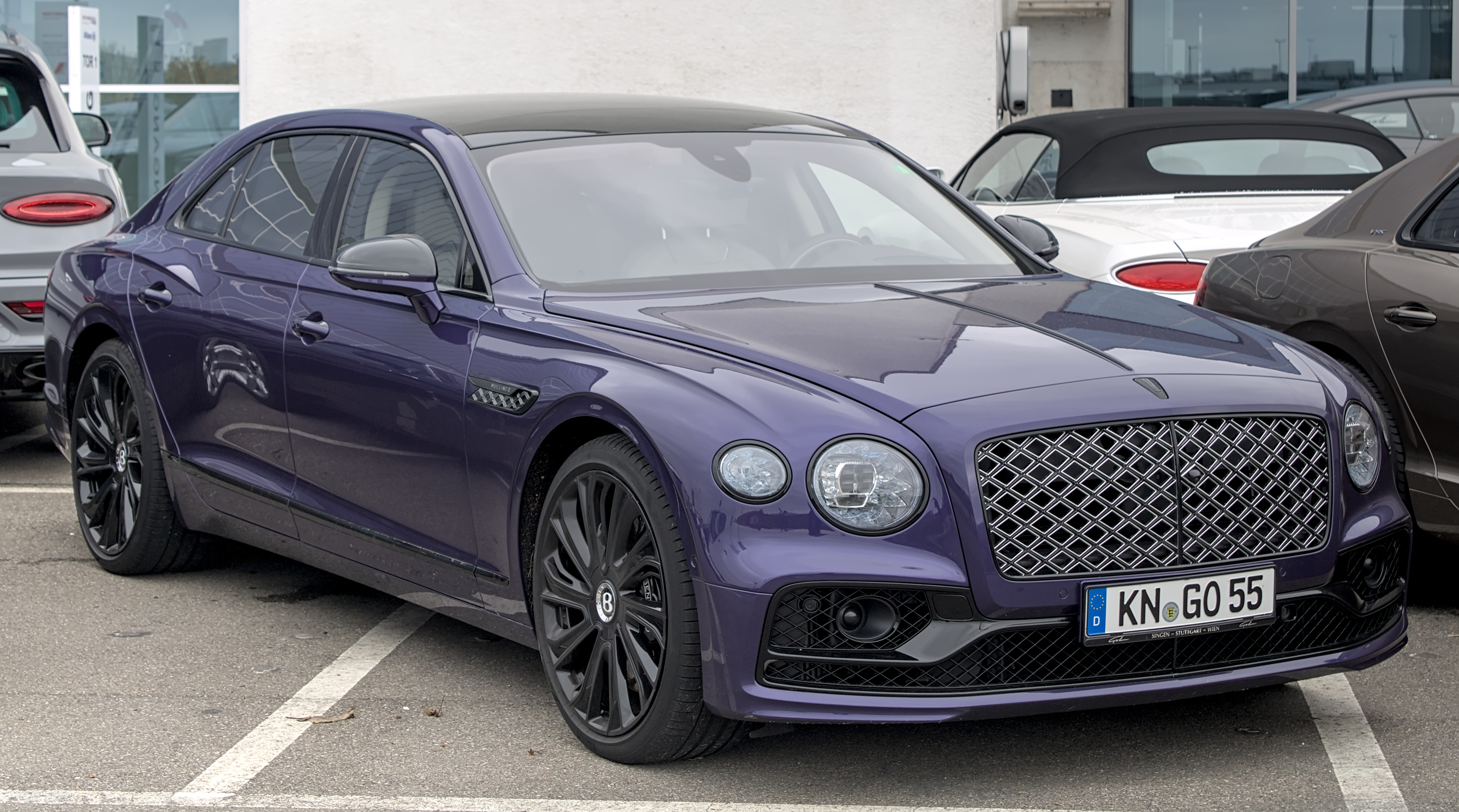
Bentley Flying Spur „Mulliner“ (2021–2024)
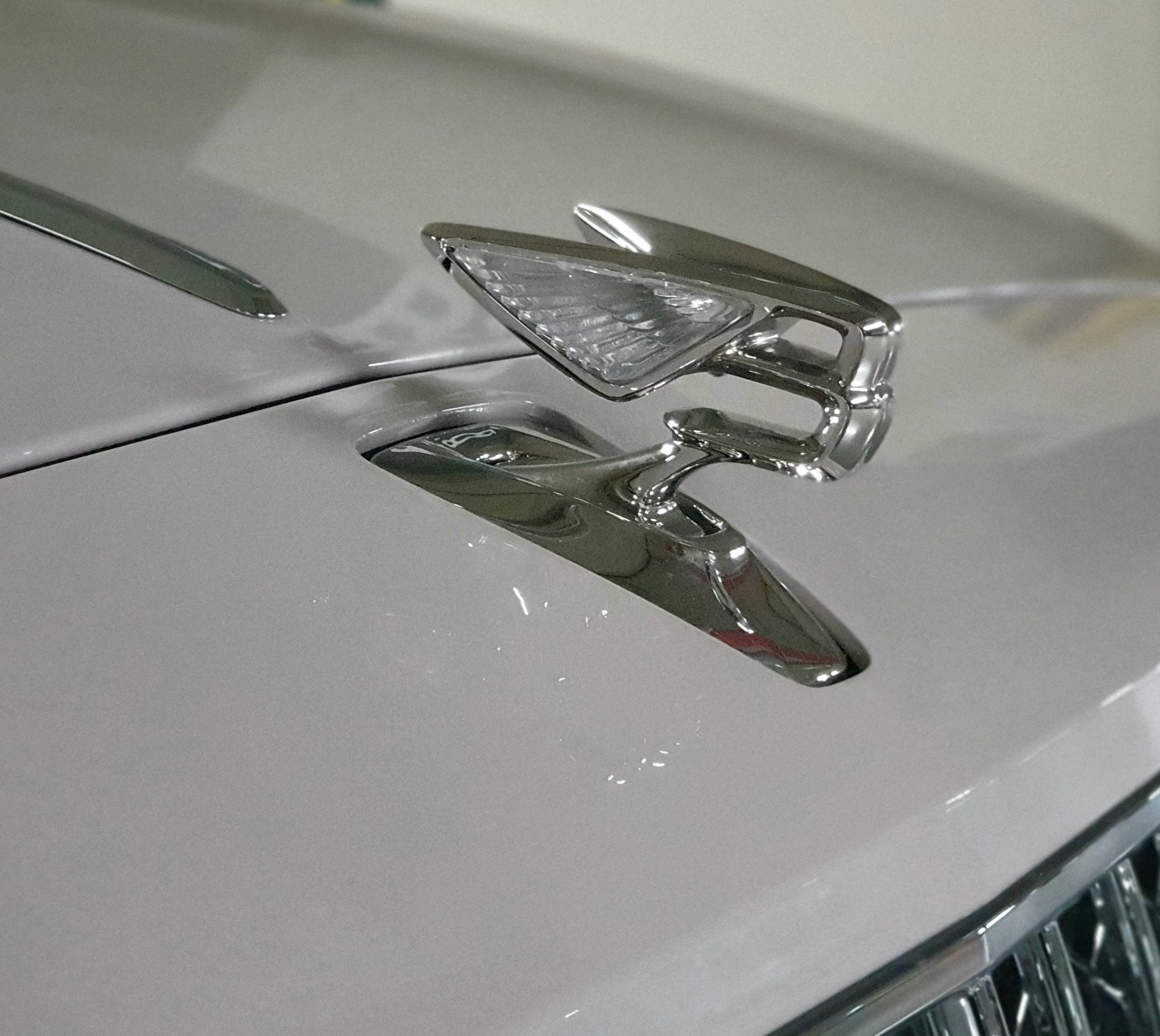
Kühlerfigur „Flying B“

### Technik
Die Limousine basiert wie auch der Porsche Panamera auf der MSB-Plattform des Volkswagen-Konzerns. Dies beinhaltet für das Chassis Aluminium und Verbundwerkstoffe als Material. Der vordere Überhang wurde 128 mm kürzer, was die Proportionen ändert und bei gleicher Länge einen entsprechend längeren Radstand ermöglicht. Räder bis zu 22 Zoll Größe sind möglich. Der Allradantrieb verändert je nach Fahrmodus (Comfort, Bentley, Sport, individuell) die Kraftverteilung. Wankbewegungen werden elektromechanisch ausgeglichen; Voraussetzung dafür ist das 48-Volt-Bordnetz des Wagens. Es ist eine Drei-Kammer-Luftfederung eingebaut. Angetrieben wird diese Generation wieder von einem 467 kW (635 PS) starken Sechsliter-W12-Ottomotor oder einem 404 kW (550 PS) starken Vierliter-V8-Ottomotor. Der V8 hat einen Zylinderbankwinkel von 90° und eine Crossplane-Kurbelwelle; schon mit diesem Motor liegt die Höchstgeschwindigkeit deutlich über 310 km/h. Die vorderen Bremsscheiben der Limousine haben einen Durchmesser von 420 mm.
Die Kühlerfigur „Flying B“ wurde neu gestaltet und ist versenkbar. Das Kombiinstrument im Innenraum ist nun digital.
Eine Plug-in-Hybrid-Version mit V6-Ottomotor und einer Systemleistung von 400 kW (544 PS) folgte im Juli 2021; der V6 ist ein Biturbo, der auch in anderen Modellen der Volkswagen AG verwendet wird, der Elektromotor leistet 100 kW. Mit dem verwendeten 14,1 kWh-Akku, der 200 kg wiegt, kann das Fahrzeug 40 km rein elektrisch fahren.
Die Soundsysteme haben Leistungen zwischen 650 und 2200 Watt; auf Wunsch werden Anlagen von Bang & Olufsen und Naim angeboten, die Naim-Anlage (2200 Watt) arbeitet mit 19 Lautsprechern.

#### Technische Daten
|                                             | Flying Spur V8                 | Flying Spur                    | Flying Spur Speed              | Flying Spur Hybrid             |
| ------------------------------------------- | ------------------------------ | ------------------------------ | ------------------------------ | ------------------------------ |
| Bauzeitraum                                 | 10/2020–05/2024                | 06/2019–05/2022                | 09/2022–05/2024                | 07/2021–05/2024                |
| Motorkenndaten                              |                                |                                |                                |                                |
| Motortyp                                    | V8-Ottomotor                   | W12-Ottomotor                  | W12-Ottomotor                  | V6-Ottomotor + Elektromotor    |
| Hubraum                                     | 3996 cm³                       | 5950 cm³                       | 5950 cm³                       | 2894 cm³                       |
| max. Leistung bei min−1                     | 404 kW (550 PS) / 6000         | 467 kW (635 PS) / 5000–6000    | 467 kW (635 PS) / 6000         | 400 kW (1) (544 PS)            |
| max. Drehmoment bei min−1                   | 770 Nm / 2000–4500             | 900 Nm / 1350–4500             | 900 Nm / 1500–5000             | 750 Nm (2) / 5650              |
| Kraftübertragung                            |                                |                                |                                |                                |
| Antrieb                                     | Allradantrieb                  | Allradantrieb                  | Allradantrieb                  | Allradantrieb                  |
| Getriebe, serienmäßig                       | 8-Gang-Doppelkupplungsgetriebe | 8-Gang-Doppelkupplungsgetriebe | 8-Gang-Doppelkupplungsgetriebe | 8-Gang-Doppelkupplungsgetriebe |
| Messwerte                                   |                                |                                |                                |                                |
| Höchstgeschwindigkeit                       | 318 km/h                       | 333 km/h                       | 333 km/h                       | 285 km/h                       |
| Beschleunigung, 0–100 km/h                  | 4,1 s                          | 3,8 s                          | 3,8 s                          | 4,3 s                          |
| Kraftstoffverbrauch auf 100 km (kombiniert) | 11,6 l Super                   | 13,3 l Super                   | 14,0 l Super                   | 3,3 l Super                    |
| CO2-Emissionen (kombiniert)                 | 288 g/km                       | 304 g/km                       | 320 g/km                       | 75 g/km                        |
| Leergewicht                                 | 2330 kg                        | 2437 kg                        | 2437 kg                        | 2505 kg                        |
| Tankinhalt                                  | 90 l                           | 90 l                           | 90 l                           | 80 l                           |
| Abgasnorm                                   | Euro 6d                        | Euro 6d-TEMP                   | Euro 6d                        | Euro 6d                        |

## Dritte Generation (seit 2024)
Die dritte Generation des Flying Spur wurde am 10. September 2024 vorgestellt, wobei die optischen Änderungen gegenüber dem Vorgängermodell eher gering ausfallen. Eine luxuriösere Version von Mulliner folgte am 2. Oktober 2024.
Angetrieben wird diese Generation zum Marktstart ausschließlich von einem Plug-in-Hybrid-Antrieb als Speed. Er kombiniert den aus dem Vorgängermodell bekannten 4,0-Liter-Ottomotor mit einem Elektromotor. Die Systemleistung wird mit 575 kW (782 PS) angegeben. Die elektrische Reichweite wird nach dem WLTP-Fahrzyklus mit 76 km angegeben. Eine etwas schwächere Version folgte im April 2025.

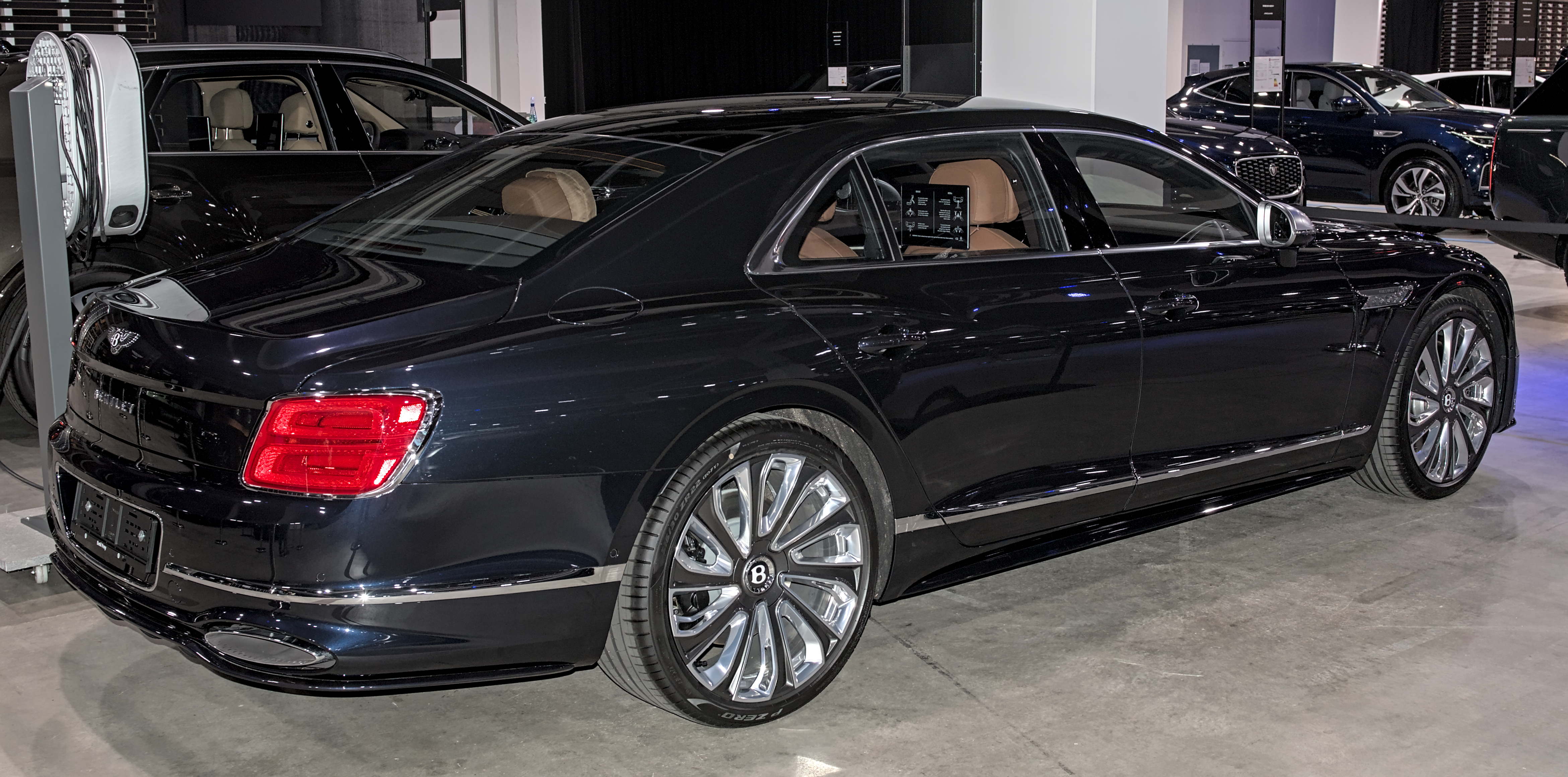
Heckansicht

### Technische Daten
|                                                   | Flying Spur                    | Flying Spur Speed              |
| Bauzeitraum                                       | seit 04/2025                   | seit 09/2024                   |
| Motorkenndaten                                    |                                |                                |
| Motortyp                                          | V8-Ottomotor + Elektromotor    | V8-Ottomotor + Elektromotor    |
| Hubraum                                           | 3996 cm³                       | 3996 cm³                       |
| max. Leistung Verbrennungsmotor bei min−1         | 382 kW (519 PS) / 6250         | 441 kW (600 PS) / 6000         |
| max. Leistung Elektromotor                        | 140 kW (190 PS)                | 140 kW (190 PS)                |
| max. Systemleistung                               | 500 kW (680 PS)                | 575 kW (782 PS)                |
| max. Drehmoment Verbrennungsmotor bei min−1       | 770 Nm / 2300–4500             | 800 Nm / 2000–4500             |
| max. Drehmoment Elektromotor                      | 450 Nm                         | 450 Nm                         |
| max. Systemdrehmoment                             | 930 Nm                         | 1000 Nm                        |
| Kraftübertragung                                  |                                |                                |
| Antrieb                                           | Allradantrieb                  | Allradantrieb                  |
| Getriebe                                          | 8-Gang-Doppelkupplungsgetriebe | 8-Gang-Doppelkupplungsgetriebe |
| Messwerte                                         |                                |                                |
| Höchstgeschwindigkeit                             | 270 km/h                       | 285 km/h                       |
| Beschleunigung, 0–100 km/h                        | 3,9 s                          | 3,5 s                          |
| Kraftstoffverbrauch auf 100 km (WLTP, kombiniert) |                                |                                |
| CO2-Emissionen (kombiniert)                       | 33 g/km                        | 33 g/km                        |
| Tankinhalt                                        | 80 l                           | 80 l                           |
| Energieinhalt Akku                                | 25,9 kWh                       | 25,9 kWh                       |
| Elektrische Reichweite, WLTP                      | 80 km                          | 76 km                          |
| Abgasnorm                                         | Euro 6e                        | Euro 6e                        |